# قريب (مقاطعة تشرداول)
قريب (بالفارسية: قریب) هي قرية تقع في قسم شباب الريفي (مقاطعة تشرداول) في إيران. يقدر عدد سكانها بـ 171 نسمة .